# Allorhynchium laminatum
Allorhynchium laminatum är en stekelart som först beskrevs av Giovanni Gribodo 1892.
Allorhynchium laminatum ingår i släktet Allorhynchium och familjen Eumenidae. Utöver nominatformen finns också underarten Allorhynchium laminatum nigrescens.